# زین‌العابدین قزوینی
زین العابدین قزوینی ملقب به «معجز نگار» فرزند «عبدالنبی محدث قزوینی» از خوشنویسان و نسخ‌نویسان مشهور سده سیزدهم هجری بود. او کاتب مخصوص فتحعلی‌شاه قاجار بوده است که به‌هنگام اقامت این پادشاه در شیراز به دربار راه یافت و مورد عنایات خاص او قرار گرفت و به «معجز نگار» ملقب و مفتخر گردید. 
زین العابدین علاوه بر خوشنویسی، شاعری لطیف‌طبع بوده‌است. آثار خوشنویسی او بین سال‌های ۱۲۱۳ تا ۱۲۴۷ ه‍.ق دیده شده که با بهترین خطوط استادان این فن برابری می‌کند. 

## آثار
از آثار به‌جا مانده او می‌توان به این موارد اشاره کرد:
- یک قطعه مذهّب نسخ کتابت جلی و رقاع کتابت عالی، با رقم: "نقلت عن‌خط الاستاد محمدهاشم الاصفهانی...ابن عبدالنبی القزوینی...فی سنهٔ ۱۲۱۷"
- "دعای احتجاب" جانمازی جلد روغنی، تماماً مذهّب مرصع، نسخ کتابت جلی و خفی و رقاع ممتاز، با رقم: "کتبه العبد الاقل ابن عبدالنبی رضی الله زین‌العابدین قزوینی بمحروسهٔ یزد، سنهٔ ۱۲۱۳"
- بیاض "مناجات" خواجه عبدالله به خط رقاع کتابت خفی خوش بلکه عالی، با رقم: "حسب‌الفرمان ...محمدولی میرزا...زین‌العابدین بتحریر...پرداخت..."
- "سور و ادعیه" نیم ربعی، دو صفحهٔ اول متن و حاشیهٔ مذهّب با جلد روغنی و به خط نسخ کتابت و رقاع کتابت خوش، با رقم: "قد تشرفت بتحریر...سنهٔ ۱۲۱۹ الهجرهٔ...ابن عبدالنبی قزوینی...زین‌العابدین"
- یک رقعه نسخ کتابت عالی، با رقم: "کتبه العبد الواثق بالله الغنی زین‌العابدین بن عبدالنبی".